# Ташко Георгієвський
Та́шко Георгіє́вський (мак. Ташко Георгиевски; *15 березня 1935, с. Кронцелеве, Егейська Македонія, Греція — †13 квітня 2012, Скоп'є, Македонія) — македонський письменник-прозаїк і кіносценарист.

## З біографії
Ташко Георгієвський народився 15 березня 1935 року в селі Кронцелеве, поблизу Воденського, в Егейській Македонії (Греція).
Навчався на філологічному факультеті Скопського університету. 
Працював в редакції газети «Молодий борець» („Млад борец“) і в часописі «Сучасність» („Современост“). Також працював на македонському телебаченні та у видавництвах „Мисла“ і „Македонска книга“. 
Член Македонська академії наук і мистецтв починаючи від 1983 року.
Помер 13 квітня 2012 року в столиці вже незалежної македонської держави місті Скоп'є.

## Творчість і визнання
Ташко Георгієвський — автор збірок оповідань і романів. У сучасну македонську літературу він ввів оригінальні теми з яскраво вираженим національним колоритом. Провідна тематика творів Т. Георгієвського — життя і побут егейських македонців в умовах фашистського режиму в Греції, їх трагічні переслідування та переселення до СФРЮ по війні.
Бібліографія:
- «Ми за насипом» („Ние зад насипот“, оповідання) — 1957;
- «Люди й вовки» („Луѓе и волци“, роман) — 1960;
- «Стіни» („Ѕидови“, роман) — 1962;
- «Сухі вітри» („Суви ветрови“, оповідання) — 1964;
- «Чорне зерно» („Црно семе“, роман) — 1966;
- «Гадючий вітер» („Змиски ветар“, роман) — 1969;
- «Червоний кінь» („Црвениот коњ“, роман) — 1975;
- «Будинок під фортецею» („Куќа под калето“, оповідання) — 1978;
- «Час тиші» („Време на молчење“, роман) — 1978;
- «Пласка земля» („Рамна земја“, роман) — 1981;
- „Плочата на животот“ (автобіографічні записки) — 1987;
- „Кајмакчалан“ (роман) — 1992;
- «Чорне зерно» / «Червоний кінь» / «Жовта троянда» (Црно семе / Црвениот коњ / Жолтиот трендафил, кіносценарії) — 1997;
- «Зникнення» („Исчезнување“, роман) — 1998.

За свою творчість здобув низку національних премій і нагород: „Кочо Рацин“, „11 Октомври“, „13 Ноември“, „Стале Попов“, „Рациново признание“. 
Українською мовою важке психологічне оповідання Ташка Георгієвського «Дев'ять наречених» переклав Андрій Лисенко (увійшло до збірки «Македонська новела», яка вийшла 1972 року в серії «Зарубіжна новела» і за яку перекладач отримав міжнародну премію «Золоте перо»).